# Porcellio klaptoczi
Porcellio klaptoczi là một loài chân đều trong họ Porcellionidae. Loài này được Verhoeff miêu tả khoa học năm 1908.